# واهان مامیکونیان
واهان مامیکونیان (به ارمنی: Վահան Մամիկոնյան) ‏(۴۴۰/۴۴۵ – ۵۰۳/۵۱۰) از اشراف ارمنی از خاندان مامیکونیان بود. در ۴۸۱، او علیه شاهنشاهی ساسانی که کنترل بخش شرقی ارمنستان را در دست داشت و با نام ارمنستان ساسانی شناخته می‌شد، شورش کرد. در سال ۴۸۵ به عنوان مرزبان ارمنستان منصوب شد و تا پایان عمرش در حوالی ۵۰۳–۵۱۰ در این سمت باقی ماند.

## پیش‌زمینه
از ۳۸۷، به دو بخش مختلف تقسیم شده بود که هر کدام تحت نفوذ فرهنگی مختلفی قرار داشتند، ارمنستان ایران و ارمنستان بیزانس. علاوه بر آن در ۴۲۸، آخرین شاه اشکانی ارمنستان، آرتاشس چهارم بنا به درخواست ناخارارها توسط بهرام گور عزل و دوره مرزبانی ارمنستان در ارمنستان ایران شروع شد. در ۴۴۹ میلادی، یزگرد دوم به اشراف دستور داد تا به مزدیسنا بگروند. ارمنی‌ها تحت فرماندهی وارتان مامیکونیان شورش کردند، اما در ۲ ژوئن (یا ۲۶ می) ۴۵۱ در نبرد آوارایر شکست خوردند، بسیاری از ناخارارهایی که در شورش شرکت کرده بودند، به تیسفون رانده شدند.

## جوانی
واهان در حوالی ۴۴۰–۴۴۵ زاده شد. او پسر ارشد «هامایاک مامیکونیان» و «دزویک» بود، و سه برادر و خواهر کوجکتر به نام‌های «وارت», «واساک»، و آرتاشس داشت. پدرش در تاوُ توسط پارتیزان‌ها در پسایندهای نبرد آوارایر کشته شد.
او پس از نبرد آوارایر، در حالی که کودکی بیش نبود، به همراه برادرانش، «واساک» و «آرتاشس» دستگیر و به دربار ایران برده شد. آن سه برادر به مرگ محکوم شدند، اما پس از چندی، در هفدهمین سال پادشاهی یزدگرد (۴۵۵ میلادی)، بدخش (حاکم) گرجیان، که «آرشوشا دوم» نام داشت و شوهر خالهٔ واهان بود، از یزدگرد خواست واهان را آزاد کند. یزدگرد این درخواست را پذیرفت و واهان را آزاد ساخت.
واهان در زمان پادشاهی پیروز یکم در ارمنستان به کار گردآوری خراج کشور سرگرم بود اما می‌دید که بدخواهان او و بیش از همه شخصی آسوری به نام «وریو» می‌کوشد او را بدنام و پیروز شاه را نسبت به وی بدگمان سازد.
آنها ادعا می‌کردند که واهان می‌خواهد تمام باج و خراج ارمنستان را بردارد و نزد قیصر روم یا پادشاه هون‌ها رود و برای شورش بر ضد دربار ایران سپاهی فراهم آورد.
واهان طلای فراوان برگرفت، به دربار ایران رفت و آن را به شاه سپرد. پیروز با دیدن آن دریافت که واهان به وظیفه‌اش نیک عمل می‌کند و از زشتگویی بدخواهان آگاه شد.
واهان پیش تر از آن برای زدودن هر گونه شک و بدگمانی شاه و بزرگان دربار حتی از دین خود برگشته و آیین مزدیسنا را پذیرفته بود اما برگشتن او از آیین خود تأثیری بس آزار دهنده و کشنده بر وی گذاشت. او به عذاب وجدان دچار شد و گوشه نشینی اختیار کرد و شب و روز در اندیشه‌هایی آزارنده غوطه ور بود.
ناآرامی‌های ارمنستان در ۴۸۱ میلادی آغاز شد و تا ۴۸۴ میلادی ادامه یافت. پس از چندی پیروز بار دیگر به جنگ هپتالیان رفت و این بار نیز شکست خورد و همراه با پسرانش کشته شد (۴۸۴ میلادی).
پس از پیروز، برادرش، بلاش، بر تخت شاهنشاهی ایران نشست و گفتگوهای صلح را با واهان آغاز کرد و در همان سال (۴۸۴ میلادی)، در روستای نوارساک، در نزدیکی ماکو، با واهان پیمان صلح بست. بر اساس این پیمان آتشکده‌های موجود در ارمنستان ویران و مقرر شد که دیگر آتشکده‌ای در این سرزمین ساخته نشود و مسیحیان بدون ترس از گرویدن اجباری به آیین زرتشتی در عمل به مراسم عبادی مسیحی آزاد باشند.
بلاش، در پی «پیمان نوارساک» و با پیشنهاد بزرگان دربار ایران، مقام سپاهبدی و مرزبانی ارمنستان را به واهان مامیکونیان سپرد (۴۸۵ میلادی). واهان نیز ارمنستان را به خوبی اداره کرد، آرامش را در کشور برقرار ساخت و کلیساهای شهر آرتاشات را، که ویران شده بود، از نو بنا نهاد. کلیسای واغارشاپات مقدس را نیز نوسازی کرد.
واهان در میان سال‌های ۵۰۳ تا ۵۱۰ میلادی درگذشت.